# Мартін Моліна
Мартін Моліна Сальвадор (ісп. Martín Molina Salvador; 2 листопада 1994) — іспанський боксер, чемпіон Європи і призер чемпіонату світу серед аматорів.

## Аматорська кар'єра
На Європейських іграх 2019 в категорії до 49 кг у першому бою переміг Назара Куротчина (Україна), а у другому програв Регану Делі (Ірландія).
На чемпіонаті Європи 2022 в категорії до 51 кг став чемпіоном.
- В 1/8 фіналу переміг Аттілу Бернат (Угорщина) — 4-1
- У чвертьфіналі переміг Артура Оганесяна (Вірменія) — 5-0
- У півфіналі переміг Дмитра Замотаєва (Україна) — 3-2
- У фіналі переміг Кіарана Макдональд (Англія) — 5-0

На Європейських іграх 2023 здобув дві перемоги, а у чвертьфіналі програв Самету Гумуш (Туреччина).
На чемпіонаті світу 2023 завоював бронзову медаль.
- В 1/16 фіналу переміг Джабалі Бріді (Барбадос) — 4-3
- В 1/8 фіналу переміг Хархюгійн Енхмандах (Монголія) — 5-0
- У чвертьфіналі переміг Патріка Чіньємба (Замбія) — 4-3
- У півфіналі програв Хасанбою Дусматову (Узбекистан) — 0-5

У березні 2024 року програв у першому бою на першому ліцензійному турнірі до Олімпійських ігор 2024 і не потрапив на Олімпіаду 2024.